# Пислег
Пислег (удм. Ӝуйо) — деревня в Увинском районе Удмуртии, входит в Удугучинское сельское поселение. Находится в 30 км к северу от посёлка Ува и в 68 км к северо-западу от Ижевска.